# Octoknema
Genre
Octoknema est un genre de plantes à fleurs de la famille des Olacaceae.

## Liste d'espèces
Selon Catalogue of Life (6 septembre 2017) :
- Octoknema affinis Pierre
- Octoknema aruwimiensis Mildbr.
- Octoknema bakossiensis Gosline & Malecot
- Octoknema belingensis Gosline & Malecot
- Octoknema borealis Hutchinson & Dalziel
- Octoknema chailluensis Gosline & Malecot
- Octoknema dinklagei Engl.
- Octoknema genovefae Villiers
- Octoknema hulstaertiana Germain
- Octoknema kivuensis Gosline & Malecot
- Octoknema klaineana Pierre
- Octoknema mokoko Gosline & Malecot
- Octoknema ogoouensis Gosline & Malecot
- Octoknema orientalis Mildbr.

Selon NCBI (6 septembre 2017) :
- Octoknema affinis

Selon The Plant List (6 septembre 2017) :
- Octoknema affinis Pierre
- Octoknema borealis Hutch. & Dalziel
- Octoknema dinklagei Engl.
- Octoknema genovefae Villiers
- Octoknema klaineana Pierre
- Octoknema orientalis Mildbr.
- Octoknema winkleri Engl.

Selon Tropicos (6 septembre 2017) (Attention liste brute contenant possiblement des synonymes) :
- Octoknema affinis Pierre ex Tieghem
- Octoknema aruwimiensis Mildbr.
- Octoknema belingensis Gosline & Malécot
- Octoknema borealis Hutch. & Dalziel
- Octoknema chailluensis Malécot & Gosline
- Octoknema dinklagei Engl.
- Octoknema genovefae Villiers
- Octoknema klaineana Pierre
- Octoknema mokoko Gosline & Malécot
- Octoknema ogoouensis Malécot & Gosline
- Octoknema okoubaka Aubrév. & Pellegr.
- Octoknema orientalis Mildbr.
- Octoknema winkleri Engl.